# Gaceogoyena
Gaceogoyena es un despoblado que actualmente forma parte de los concejos de Gaceo y Langarica, que está situado en el municipio de Iruraiz-Gauna, en la provincia de Álava, País Vasco (España).

## Toponimia
A lo largo de los siglos ha sido conocido con los nombres de Gaceogoyena y Gociogoyen.

## Historia
Documentado desde 1257,formaba parte en su día del Arciprestazgo de Eguilaz y de la Jurisdicción de Salvatierra.Estaba situado junto al Arroyo Sarra, al lado de donde hoy están las vías del ferrocarril y el Humedal de Laku y muy cerca de la carretera comarcal A-4111 que comunica las localidades de Gaceo y Langarica. Al igual que ocurre con muchos otros despoblados de la Llanada Alavesa, el espacio donde estos se situaban antaño son hoy tierras de labor.  
En su día llegaron a existir dos Gaceos: Gazeogoyena (o Gaceo de arriba) y el actual pueblo de Gaceo. Entre ambos lugares sólo había algo más de 700 metros de distancia. Hoy día las vías del ferrocarril separan ambos lugares. 
Se desconoce el año exacto en que el otro Gaceo quedó despoblado, pero muy probablemente fuera antes del siglo XVIII.
Actualmente sus tierras son conocidas con el topónimo de Gazeogoiena.